# Shuhei Tokumoto
Shuhei Tokumoto (født 12. september 1995) er en japansk fodboldspiller, som spiller for den japanske fodboldklub FC Ryukyu.